# Grunty orne

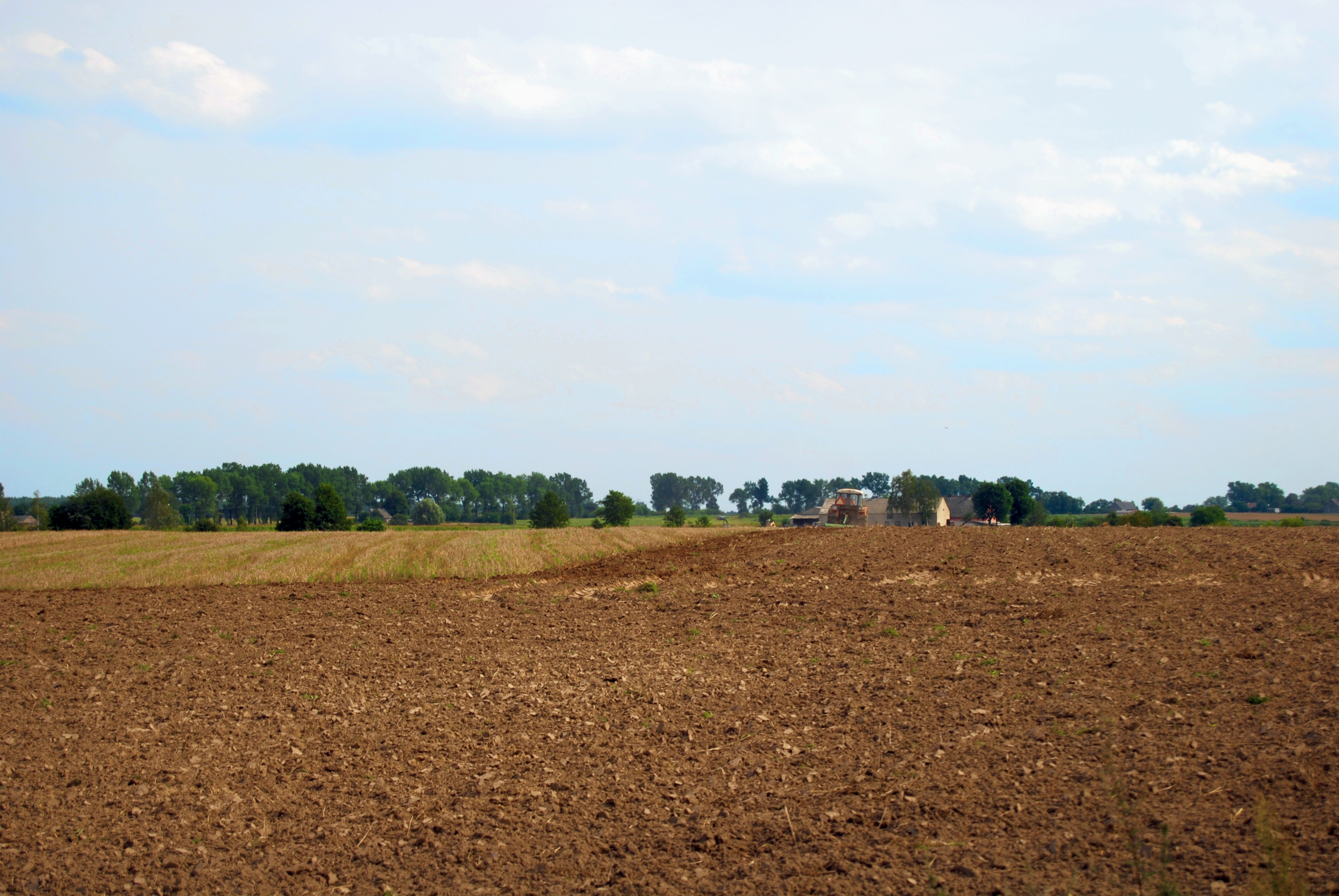
Grunty orne

Grunty orne – grunty uprawiane w celu produkcji roślinnej lub obszary dostępne dla produkcji roślinnej, ale ugorowane.
Za grunty orne uważa się też uprawy o czasie użytkowania do 4 lat, uprawy w uprawie bezpłużnej oraz uprawiane odłogi.
Według danych GUS grunty orne zajmowały w 2011 roku 44,5% powierzchni Polski.

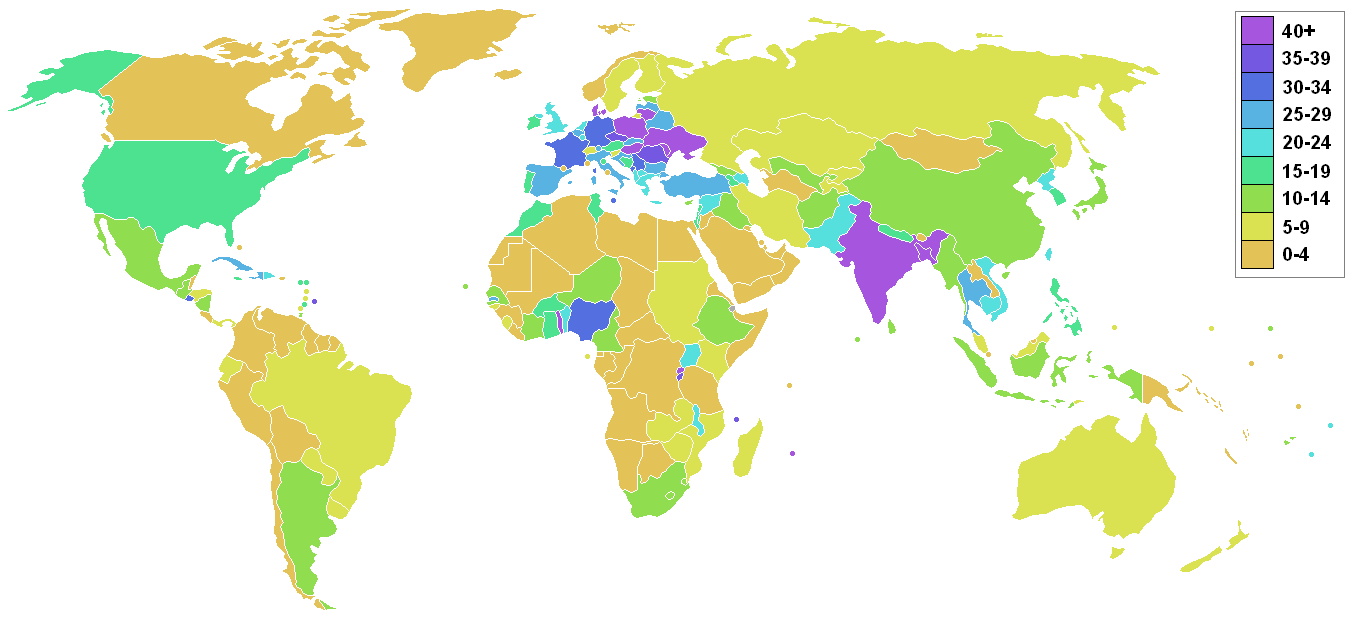
Udział gruntów ornych w ogólnej powierzchni kraju (%)